# Ayanda Nkili
Ayanda Nkili (* 11. September 1990 in Südafrika) ist ein südafrikanischer Fußballspieler.

## Werdegang
Nkili entstammt der Jugendakademie Stars of Africa in Johannesburg. 2010 wechselte er zum schwedischen Viertligisten IFK Hässleholm in die Division 2. Mit dem Klub stieg er in die Fünftklassigkeit ab, dennoch hatte er sich höherklassig einen Namen gemacht und absolvierte diverse Probetrainings unter anderem bei Trelleborgs FF, Malmö FF und Mjällby AIF. Zunächst sahen die Klubs jedoch von einer Verpflichtung ab, so dass er eine weitere Spielzeit für IFK Hässleholm auflief.
Im Februar 2013 unterzeichnete Nkili seinen ersten Profivertrag, als er sich dem seinerzeitigen Zweitligisten Örebro SK in der Superettan anschloss. Als Stammspieler lief er in 29 Zweitligapartien auf und war somit entscheidend daran beteiligt, dass die Mannschaft als Tabellenzweiter in die Allsvenskan aufstieg. Dort verlor er auch aufgrund von Knieproblemen seinen Stammplatz, trug dennoch in 18 Saisonspielen zum Klassenerhalt als Tabellensechster bei. Während die von Alexander Axén betreute Mannschaft um Robert Åhman-Persson, Ahmed Yasin Ghani, Daniel Gustavsson, Patrik Haginge, Eiður Sigurbjörnsson und Nordin Gerzić im Frühjahr 2015 am Tabellenende stand, erreichte sie das Endspiel im schwedischen Landespokal. Gegen den seinerzeitigen Tabellenführer der Meisterschaft erzielte er dort am 17. Mai die zwischenzeitliche 1:0-Führung, das Spiel ging jedoch mit einer 1:2-Niederlage verloren.
Nach dieser Saison war er eine Zeit lang vereinslos und tauchte dann zur Saison 2017/18 wieder in Südafrika beim Stellenbosch FC auf. Zur Folgesaison wechselte er zum Polokwane City FC und spielt seit Oktober 2020 beim Tshakhuma Tsha Madzivhandila FC.